# Kori Udovički

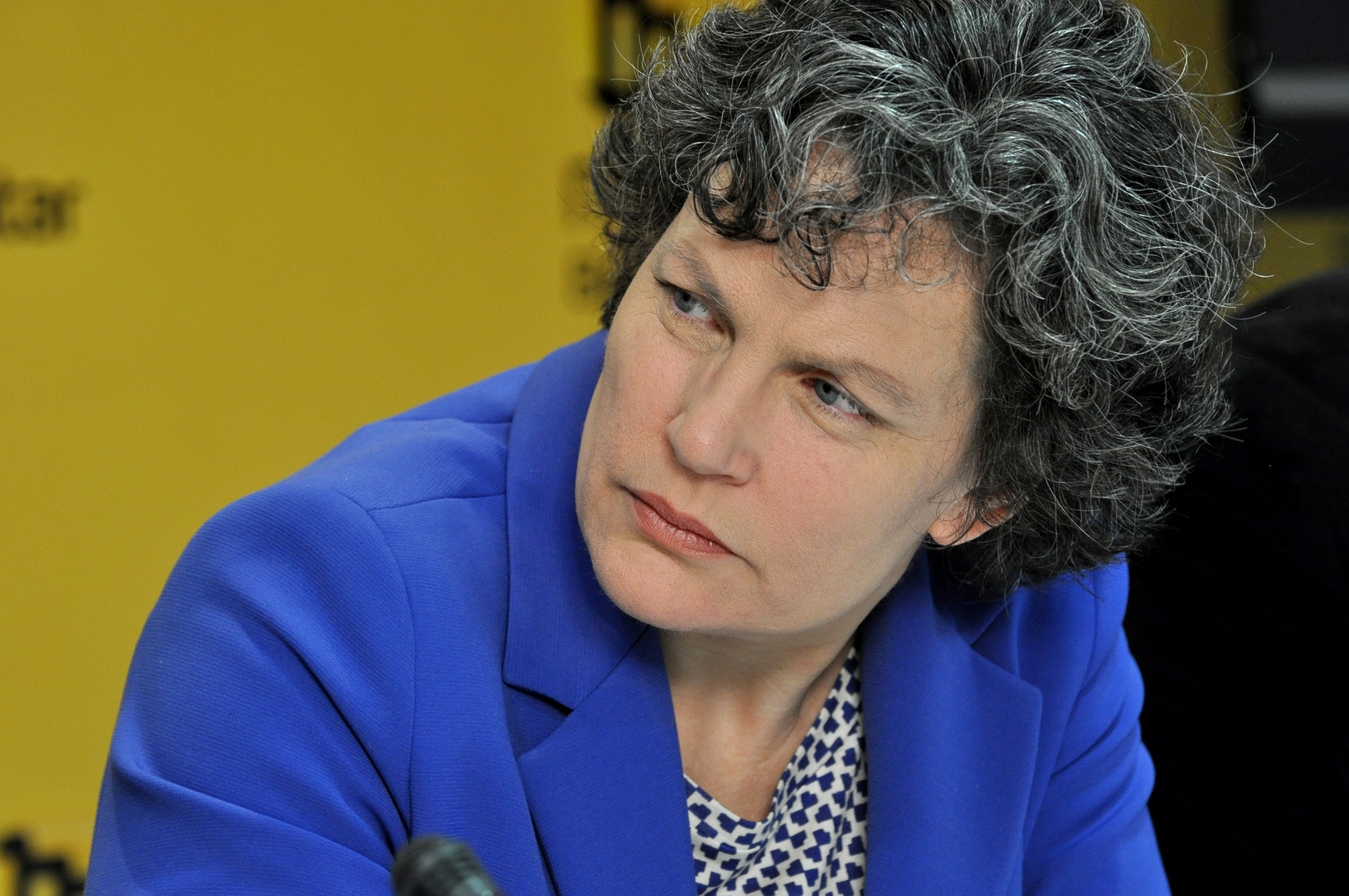
Kori Udovički (Mai 2014)

Kori Udovički (* 4. Dezember 1961 in La Paz, Bolivien) ist eine serbische Politikerin.

## Werdegang
Udovički wurde als Tochter des jugoslawischen Politikers Lazar Udovički und der Schwester des bolivianischen Politikers Gonzalo Sánchez de Lozada während dessen Amtszeit als jugoslawischer Botschafter in Bolivien geboren. Ihre Schwester Lenka Udovički ist Theaterintendantin und mit Rade Šerbedžija verheiratet.
Udovički studierte Wirtschaftswissenschaft an der Universität Belgrad, an der sie 1984 graduierte. Später studierte sie an der Yale University, wo sie 1999 ihr Ph.D.-Studium abschloss. Ab 1993 war sie beim Internationalen Währungsfonds tätig, 2001 kehrte sie nach Serbien zurück und war für das Finanzministerium tätig. Im Juni 2002 berief Ministerpräsident Zoran Đinđić sie als Bergbau- und Energieministerin in sein Kabinett, im Juli 2003 wechselte sie als Gouverneurin an die Spitze der Nationalbank Serbiens. Im Februar des folgenden Jahres wählte die Nationalversammlung Radovan Jelašić zu ihrem Nachfolger.
2004 gründete Udovički in Belgrad die Nichtregierungsorganisation Center for Advanced Economic Studies (CEVES), die sich der Förderung von Wirtschaftsforschung und -bildung in Südosteuropa widmet. 2007 wechselte sie bis 2012 zu den Vereinten Nationen, wo sie als beigeordneter Generalsekretärin tätig war und als Direktorin das Regionalbüro des Entwicklungsprogramms der Vereinten Nationen für Europa und die GUS leitete.
Im April 2014 kehrte Udovički in die Regierungsverantwortung in Serbien zurück, als sie nach der Parlamentswahl in Serbien 2014 im Kabinett von Aleksandar Vučić das Wirtschaftsministerium übernahm. Parallel wurde sie stellvertretende Ministerpräsidentin. Nach der Parlamentswahl in Serbien 2016 wurde das Kabinett teilweise umstrukturiert, in der Folge wurde sie von Ana Brnabić als Ministerin und Nebojša Stefanović als stellvertretende Ministerpräsidentin beerbt.